# Aphilopota
Aphilopota är ett släkte av fjärilar. Aphilopota ingår i familjen mätare.

## Dottertaxa tillAphilopota, i alfabetisk ordning[1]
- Aphilopota alloeomorpha
- Aphilopota angolaria
- Aphilopota approximans
- Aphilopota aspersa
- Aphilopota brunneifascia
- Aphilopota caeca
- Aphilopota calaria
- Aphilopota cardinalli
- Aphilopota castaneata
- Aphilopota castellana
- Aphilopota confusata
- Aphilopota conturbata
- Aphilopota cydno
- Aphilopota decepta
- Aphilopota dicampsis
- Aphilopota euodia
- Aphilopota exterritorialis
- Aphilopota fletcheri
- Aphilopota fletcheriana
- Aphilopota foedata
- Aphilopota immatura
- Aphilopota inspersaria
- Aphilopota intensa
- Aphilopota interpellans
- Aphilopota iphia
- Aphilopota kitalensis
- Aphilopota lapillata
- Aphilopota mailaria
- Aphilopota melanomonata
- Aphilopota melanostigma
- Aphilopota mesotoecha
- Aphilopota mweruana
- Aphilopota nubilata
- Aphilopota occidentalis
- Aphilopota ochrimacula
- Aphilopota otoessa
- Aphilopota partilis
- Aphilopota patulata
- Aphilopota perscotia
- Aphilopota phanerostigma
- Aphilopota plethora
- Aphilopota reducta
- Aphilopota rufiplaga
- Aphilopota scapularia
- Aphilopota semidentata
- Aphilopota semiusta
- Aphilopota seyrigi
- Aphilopota sinistra
- Aphilopota spissata
- Aphilopota statuta
- Aphilopota strigosissima
- Aphilopota subalbata
- Aphilopota symphronima
- Aphilopota triphasia
- Aphilopota vicaria
- Aphilopota viriditincta
- Aphilopota zonata